# Clase Albatun
La clase Albatun es una clase de atuneros de pesca al cerco. Con una eslora de 115 metros, son los atuneros más largos del mundo.

## Tecnología
Los buques fueron construidos en 2004 en el astillero Hijos de J. Barreras de Vigo para la armadora Albacora con sede en Bermeo.
Los buques están propulsados por un motor diésel de cuatro tiempos-seis cilindros con una potencia de 6300 kW de la marca Wärtsilä. El motor actúa sobre una hélice de paso variable. Los buques están equipados con un sistema de control de hélice transversal accionado eléctricamente.
Para la generación de energía se dispone de un generador de eje accionado por el motor principal con una potencia de 1200 kW y cuatro generadores accionados por motores diésel con una potencia de 920 kW cada uno. También se instaló un generador de emergencia accionado por un motor diésel de 200 kW.
Las instalaciones para la tripulación del buque están repartidas en tres cubiertas. Existen 31 camarotes individuales disponibles.

## Zona de pesca
La zona de pesca de los buques es principalmente el Océano Índico, con base en las Seychelles. Las capturas se congelan a bordo a -65 °C. Se pueden congelar 140 toneladas al día. La capacidad de los 26 tanques de carga es de unos 3 250 m³.

## Barcos
| Nombre       | Número de construcción | Número IMO | Entrega                 | Renombramiento / paradero |
| ------------ | ---------------------- | ---------- | ----------------------- | ------------------------- |
| Albatun Dos  | 1 623                  | 9281308    | 29 de abril de 2004     |                           |
| Albatun Tres | 1 624                  | 9281310    | 22 de noviembre de 2004 |                           |